# Prahl Crags
Der Prahl Crags sind 2750 m hohe Felsvorsprünge im westantarktischen Marie-Byrd-Land. In der Flood Range ragen sie an den Südhängen des Massivs von Mount Moulton auf.
Der United States Geological Survey kartierte sie anhand eigener Vermessungen und Luftaufnahmen der United States Navy aus den Jahren von 1959 bis 1966. Das Advisory Committee on Antarctic Names benannte sie 1974 nach dem Glaziologen Sidney R. Prahl, der zwischen 1971 und 1972 die Dynamik des Antarktischen Eisschilds nordöstlich der Byrd-Station untersucht hatte.